# Sirnau
Sirnau ist ein Stadtteil von Esslingen am Neckar. Er liegt umgeben von Wiesen und Wäldern im Südosten der Stadt zwischen Berkheim im Süden und Oberesslingen im Norden.
In dem etwas abgelegenen Ort gibt es neben vielen kleinen Häusern und engen Straßen ganz im Westen Sportplätze und eine evangelische Kirche und ganz im Osten eine katholische Kirche. Durch Wiesen und die Zufahrt zur Dieter-Roser-Brücke abgetrennt liegt ein Industriegebiet.

## Geographie
Sirnau liegt auf der südlichen Seite des Neckars zwischen der Bundesstraße 10 im Norden und der Landstraße K1215 im Süden.
Auf der anderen Seite der Landstraße wird Sirnau durch die Stockhalde, den Stiftungswald, den Erlenhau und Buchenwälder, die sich bis auf die Filderebene ziehen, von Berkheim getrennt.
Von der Stadtmitte Esslingens gelangt man über die Adenauerbrücke oder von Oberesslingen aus über die Dieter-Roser-Brücke nach Sirnau.

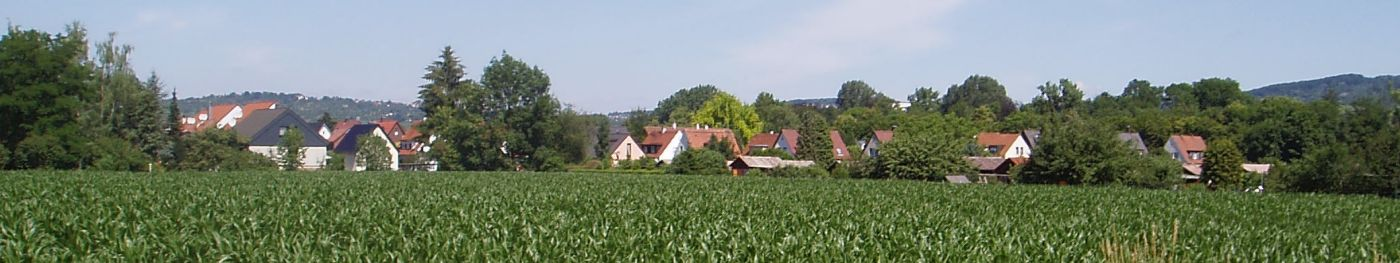
Panoramafoto von Sirnau

## Geschichte
Esslingen erwarb das Gebiet 1929 von der Gemeinde Deizisau.
Sirnau wurde ab 1932 als Arbeitslosensiedlung angelegt. Die Siedler mussten ihre zunächst etwa 50 Häuser selbst bauen. Die kleinen Häuser wurden in Fachwerkbauweise nach Plänen des Architekten Otto Junge gebaut. 1935 und 1937 sowie von 1949 bis 1952 wurden weitere Einfamilienhäuser errichtet.

## Politik
Der Ansprechpartner für die Belange des Stadtteils für die Stadtverwaltung und den Gemeinderat von Esslingen ist der Bürgerausschuss Sirnau. Auf der Stadtteilebene gestaltet der Bürgerausschuss Sirnau das kommunale Leben mit. Er ist Mitglied der Arbeitsgemeinschaft der Bürgerausschüsse, diese besteht zum Erfahrungsaustausch und zur Koordination der einzelnen Bürgerausschüsse der Stadt.
In der öffentlichen Bürgerversammlung, die die Stadt Esslingen am 15. April 2010 im Saal des Sportheims Sirnau durchführte, wurde der Bürgerausschuss Sirnau für 3 Jahre gewählt.

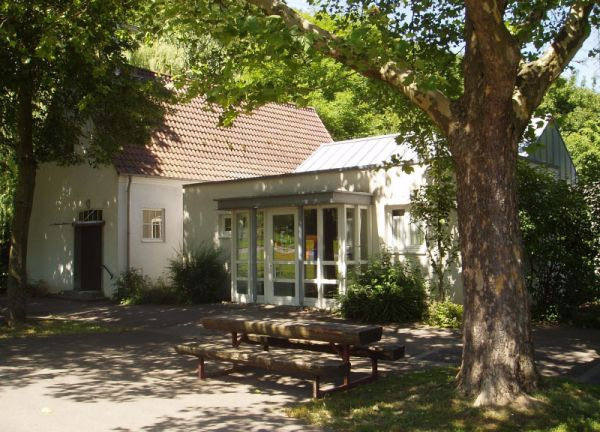
Evangelische Kirche
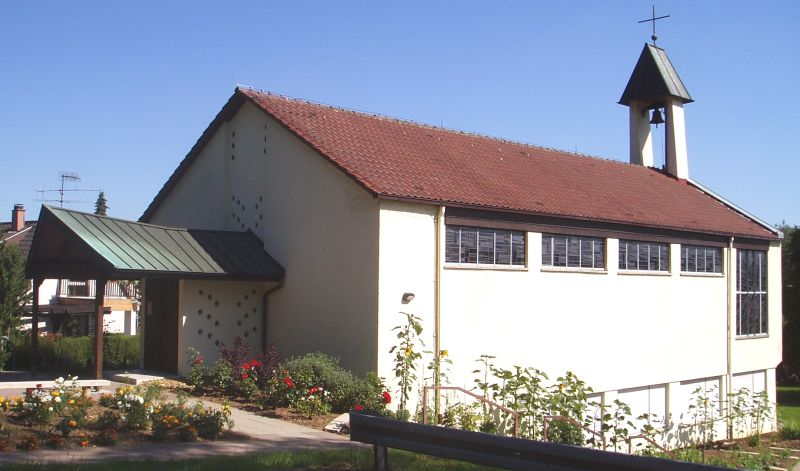
Katholische Kirche
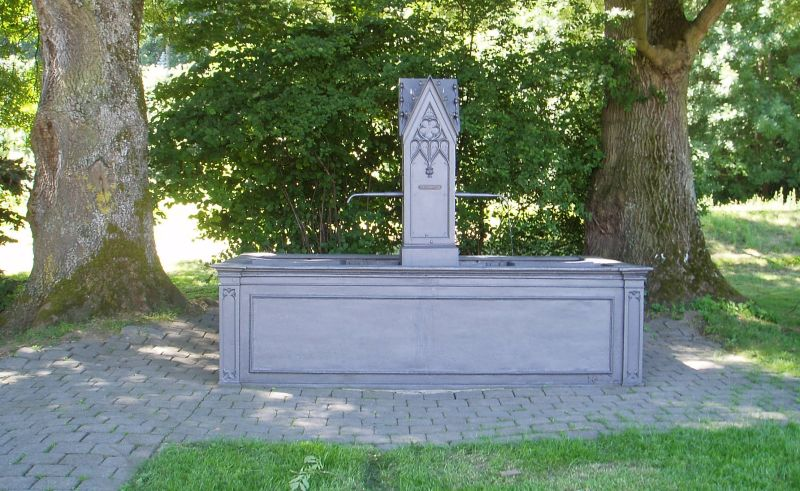
Brunnen
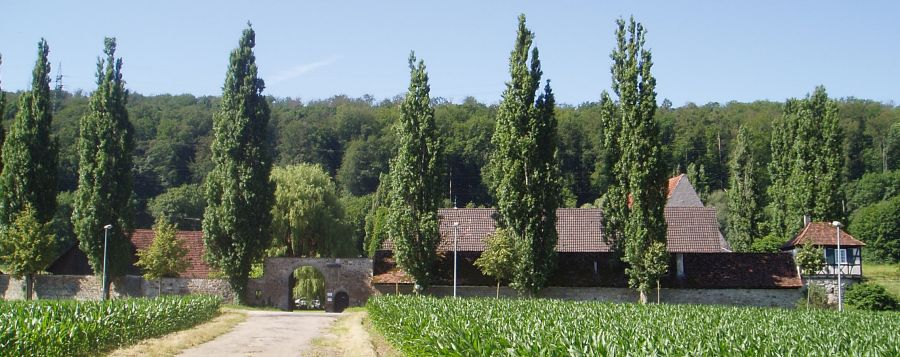
Hofgut Sirnau